# 江津市役所
江津市役所（ごうつしやくしょ）は、日本の地方公共団体である江津市の組織が入る施設（役所）である。

## 所在地
- 〒695-8501
- 住所：島根県江津市江津町1016番地4

## アクセス
鉄道
- 西日本旅客鉄道（JR西日本）山陰本線 - 江津駅から徒歩で約10分

バス
- 「江津市役所前」停留所（石見交通）から徒歩で約1分

## 開庁時間
- 土曜日・日曜日、祝日、年末年始（12月29日から1月3日）を除く午前8時30分から午後5時15分[3]

## フロア構成
| 階 | 本庁舎 |
| -- | --- |
| 4F | 共用部：展望広場、屋上デッキ                                                                                     |
| 3F | 政策企画課、総務課、財政課、人事課、管財課                                                                       |
| 2F | 農林水産課、商工観光課、地域振興課、土木建設課、都市計画課、事業推進課、農業委員会事務局、議会事務局、土地改良区 |
| 1F | 市民生活課、保険年金課、税務課、高齢者障がい者福祉課、健康医療対策課、子育て支援課、社会福祉課、会計課           |

## 周辺
- 江津警察署
- 済生会江津総合病院
- 江津市総合市民センター (ミルキーウェイホール)
- 江津市立江津中学校
- 島根県立江津工業高等学校
- 江津駅
- 江の川